# Francisco de Cuéllar
Pour les articles homonymes, voir Cuéllar (homonymie).
Francisco de Cuéllar (Valladolid, 1562) est un capitaine de l'empire espagnol. Il fait partie de l'Invincible Armada en 1588 et échoue sur les côtes irlandaises, à Streedagh Strand, Baie de Donegal. Il fait un récit notable de son expérience sur la flotte et son parcours en Irlande.

## La vie de Cuéllar avant le séjour en Angleterre
La date de naissance du capitaine Francisco de Cuéllar est inconnue, mais pourrait être autour de 1563, puisque dans sa narration, il affirme qu'il sert depuis qu'il a eu l'âge pour le faire.
Il n'existe pas plus de certitude sur l'endroit en Castille où il est né, si bien que l'option la plus répandue place sa naissance dans la ville ségovine de Cuéllar, comme l'indique son nom
La dévotion particulière de Cuéllar à "Notre Dame de Ontañar" pourrait orienter vers la ville de Riaza (Ségovie). Par ailleurs, en accord avec les recherches de Rafael M.Girón Pascual ("El capitán Francisco de Cuéllar antes y después de la jornada de Inglaterra"), il y eut un Capitaine Francisco de Cuéllar, né à Valladolid et baptisé le 12 mars 1562 dans la paroisse de San Miguel, qui pourrait être le même Capitaine Cuéllar, auteur du récit, et qui concorde avec l'estimation initialement indiquée. Enfin, l'usage de certains mots dans le texte, comme « casiña » ou « casares », pourrait indiquer une origine leonèse ou extremadure de l'auteur[réf. nécessaire]. Mais aujourd'hui, aucun des sites évoqués n'a suffisamment été établi.
Tout indique qu'il s'enrôle dans l'armée qui va envahir le Portugal en 1581 - selon sa narration et les feuilles de services découvertes par Rafael Girón - et participe à toute l'annexion du royaume voisin. Il va ensuite s'embarquer avec Diego Flores de Valdez (pl) dans son expédition vers le Détroit de Magellan, en tant que capitaine d'infanterie espagnole, sur la frégate Santa Catalina. Cette expédition durera jusqu'à 1584 et elle mènera Cuéllar au fort de Paraíba au Brésil, pour évacuer les colons français qui s'étaient emparés de la région.
Après être rentré des Indes, Cuéllar participe à l'expédition aux Açores sous le commandement du marquis de Santa Cruz. Il y fait certaine référence dans sa narration « El hacerme este bien nació del francés, que había sido soldado en la Tercera, que le pesó harto verme hacer tanto mal ».

## Invincible Armada
L'Invincible Armada souffre de terribles pertes dans les tempêtes qui se produisent à l'automne 1588. Cuéllar est capitaine du San Pedro, un galion de l'escadron de Castille, lorsque ce bateau rompt la formation de l'Armada en mer du Nord. Il est condamné à mort par pendaison pour désobéissance au Général Francisco de Bobadilla. Cuéllar est envoyé sur la caraque La Lavia, pour que le vérificateur général Martín de Aranda exécute le jugement.

## Naufrage

Carte de la route suivie par les navires de la "Invincible Armada".

La sentence de mort n'est pas exécutée, et Cuéllar demeure à bord, lorsque le galion - qui fait partie de l’escadron du Levant et a subi de lourdes pertes, avec moins de 400 survivants sur les 4 000 embarqués - atterrit près des côtes irlandaises, à un mille de Streedagh Strand dans l'actuel Comté de Sligo, en compagnie de deux autres galions. Au cinquième jour, les trois bateaux sont drossés vers la côte et réduits en morceaux. De l'équipage des trois bateaux - 1 000 hommes - 300 survivront.
Les habitants locaux agressent, volent et dépouillent ceux qui arrivent sur la côte, mais Cuéllar qui s'est accroché à une table, parvient sur le rivage sans être vu et se cache au milieu de broussailles. En mauvais état, il est bientôt rejoint par un autre rescapé qui mourra bientôt. Cuéllar poursuit ses pérégrinations, perdant parfois conscience. À un moment, lui et son compagnon sont découverts par deux hommes armés, qui les entrainent dans le pillage des cadavres sur la plage. À un autre moment, ils voient 200 cavaliers courant sur la plage.
Cuellar rampe et voit alors 800 cadavres dispersés dans le sable, des corbeaux et les chiens sauvages s'en nourrissant. Il va à l'abbaye de Staad, une petite église qui a été incendiée par les autorités anglaises et dont les moines ont réchappé: il voit douze Espagnols suspendus par des crochets fixés à des barres de fer, aux fenêtres restantes des ruines de l'église. Une femme habitant l'endroit, lui recommande de rester à l'écart du chemin; il rencontre plus loin deux soldats espagnols, nus, qui l’informent que les soldats anglais ont tué 100 Espagnols, qui sont tombés entre leurs mains.
Ensemble, ils approchent de la plage et voient quatre cadavres dans le sable. Ils s’arrêtèrent pour enterrer les corps des deux officiers lorsque quatre autochtones approchent avec l'intention de prendre à Cuellar ce qui lui reste de vêtements. Un autre commande de le laisser en paix et conduit les Espagnols à son village. Ils marchent pieds nus dans le froid, dans une forêt où ils trouvent deux jeunes hommes voyageant avec un vieux et un jeune: les jeunes s'attaquent à Cuellar, qui reçoit un coup de couteau à la jambe avant que l'ancien n'intervienne. Ils prennent ses vêtements, une chaîne en or valant mille ducats, et quarante-cinq écus d'or. La femme fait en sorte qu'on lui rende ses vêtements et prend une petite boîte contenant des reliques, qu'elle lui pend au cou avant son départ. Un garçon l'aide à soigner ses blessures et lui apporte de la nourriture.
Cuellar suit les conseils du garçon de ne pas s'approcher des villages, et se maintient en vie en mangeant des baies et du cresson. Il est attaqué de nouveau par un autre groupe d'hommes, qui lui donnent une raclée et le dépouillent de ses vêtements. Il se couvre d'une jupe de fougères et de branches. Il arrive à un village abandonné où il trouve trois autres Espagnols. Après avoir passé quelque temps dans cet endroit, ils trouvent un jeune homme qui parle latin, et les conduit sur le territoire de Brian O'Rourke, dans l'actuel comté de Leitrim.

## La terre des O'Rourke's

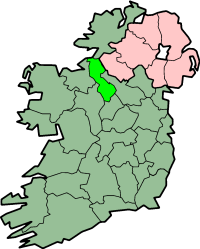
Situation du Comté de Leitrim dans la carte de l'Irlande

Sur les terres des O'Rourke ils sont en sécurité. Dans le village, 70 Espagnols ont trouvé refuge. Cuéllar se dirige vers le nord, avec un groupe, à la recherche d'un bateau espagnol à l'ancre, mais le bateau est parti. Ils retournent à la terre de O'Rourke, où la femme du Seigneur est son hôtesse.
Cuéllar fait dans son récit des observations sur la société irlandaise de l'époque, percevant que les gens vivent de façon sauvage, mais sont amicaux et suivent les usages de l'Église. Il écrit que, sans leur hospitalité, lui et ses compagnons  n'auraient pas survécu. Il conclut que dans ces terres il n'y a ni justice ni droit, puisque tout le monde fait ce qu'il veut.

## Le siège de Rosclogher
En novembre 1588, Cuéllar se déplace vers le territoire de Maglana (MacClancy) avec huit Espagnols. Il reste dans un des châteaux du Seigneur - probablement Rosclogher sur la rive sud du Lough Melvin. Il reçoit la nouvelle que les Anglais ont envoyé 1 700 soldats à leur rencontre. En réponse, le Seigneur choisit de fuir vers les montagnes, tandis que les Espagnols défendent le château. Dix-huit possèdent des armes à feu - fusils et arquebuses - et estiment que le château est imprenable, en raison de son emplacement, sur un terrain qui empêche l'utilisation de l'artillerie.
Les Anglais arrivent sous le commandement du frère de Richard Bingham, Gouverneur de Connacht. Le siège dure dix-sept jours. À ce moment les Anglais ne peuvent pas traverser le terrain difficile comme le raconte Cuéllar qui s'est vu rejeter sa demande de sauf-conduit vers l'Espagne; ils pendent deux Espagnols en vue sur le château, pour terroriser les défenseurs. Les Anglais doivent lever le siège à cause des intempéries.
MacClancy rentre avec des cadeaux pour les défenseurs, et propose à Cuéllar la main de sa sœur, offre que Cuéllar décline. Contrevenant à l'idée du chef, les Espagnols quittent les terres dix jours avant Noël, en direction du nord. Ils constatent que l'évêque de Derry, Redmond O'Gallagher, a pris en charge douze autres Espagnols, qu'il soutient dans leur projet d'atteindre l’Écosse.

## Fuite
Après six jours, Cuellar et dix-sept autres font voile sur l’Écosse. Deux jours plus tard, ils atteignent les Hébrides et peu après, les côtes écossaises. Cuellar reste six mois en Écosse, jusqu'à ce que les efforts du duc de Parme leur autorisent le passage pour les Flandres. Mais les Hollandais les attendent sur les côtes, et le bateau de Cuellar chavire, la plupart des survivants se noient ou sont tués après leur capture. Encore une fois, Cuellar se trouve dans la situation qu'il a connue en Irlande, lorsqu'il entre dans la ville de Dunkerque, avec seulement sa chemise. Il écrit un compte rendu de son expérience et reste en Flandre quelques années.
O'Rourke est pendu à Londres pour trahison en 1590; parmi les accusations qui lui sont faites, celle d'avoir secouru les survivants de l'Armada. MacClancy est capturé par le frère de Bingham en 1590 et décapité.

## La vie de Cuéllar après le séjour en Angleterre
Le capitaine Cuéllar sert les années suivantes dans l'armée de Philippe II aux ordres d'Alexandre Farnèse, le conte de Fuentes y Mansfeld. Entre 1589 et 1598, il participe au Secours de Paris, les campagnes de Laon, Corbel, Capela, Châtelet, Dourlens, Cambrai, Calais, Ardres et  Hults. Entre 1599 et 1600 il est sous le commandement du duc de Savoie dans la guerre du Piémont. En 1600, il va à Naples, et se joint au vice-roi Fernando Ruiz de Castro, comte de Lemos.
En 1601 il est nommé capitaine d'infanterie sur un des galions à destination des Îles du Vent (Antilles), si bien que jusqu'à 1602 il n'embarquera pas vers les Indes avec la flotte de galions de don Luis Fernández de Córdova.
Il semble que ce soit la dernière campagne militaire du capitaine. Entre 1603 et 1606, il réside à Madrid dans l'attente de nouvelles destinations. Il est possible qu'il soit passé à nouveau à l'Amérique en 1607.
Rien n'indique le lieu de décès du capitaine Cuéllar ou s'il a eu une descendance.